# Knock Knock (singel Twice)
„Knock Knock” – koreański singel południowokoreańskiej grupy Twice, wydany cyfrowo 20 lutego 2017 roku w Korei Południowej.
Singel promował płytę TWICEcoaster: LANE 2. Singel sprzedał się w Korei Południowej w nakładzie 1 197 458 egzemplarzy (stan na czerwiec 2017). Teledysk do utworu „TT” został wyreżyserowany przez Naive, zespół producencki, który wyreżyserował także teledyski do piosenek Twice: „Like OOH-AHH” i „Cheer Up”.
Japońska wersja tego utworu pojawiła się na japońskiej kompilacji #TWICE.

## Lista utworów
| Nr | Tytuł         | Słowa                                              | Kompozycja                            | Aranżacja              | Czas |
| -- | ------------- | -------------------------------------------------- | ------------------------------------- | ---------------------- | ---- |
| 1. | "Knock Knock" | Sim Eun-jee, Min Lee "collapsedone", Mayu Wakisaka | Min Lee "collapsedone", Mayu Wakisaka | Min Lee "collapsedone" | 3:15 |

## Notowania
| Lista                              | Najwyższa pozycja |
| ---------------------------------- | ----------------- |
| Gaon Weekly Digital Chart          | 1                 |
| Gaon Weekly Download Chart         | 1                 |
| Gaon Weekly Streaming Chart        | 1                 |
| Japan Hot 100                      | 15                |
| BillboardPH Hot 100                | 100               |
| Billboard World Digital Song Sales | 5                 |

## Nagrody w programach muzycznych
| Program                   | Data          | Źródło |
| ------------------------- | ------------- | ------ |
| M Countdown (Mnet)        | 2 marca 2017  | [ 10 ] |
| M Countdown (Mnet)        | 16 marca 2017 | [ 11 ] |
| Music Bank (KBS2)         | 3 marca 2017  | [ 12 ] |
| Music Bank (KBS2)         | 17 marca 2017 | [ 13 ] |
| Inkigayo (SBS)            | 5 marca 2017  | [ 14 ] |
| Inkigayo (SBS)            | 12 marca 2017 | [ 15 ] |
| Inkigayo (SBS)            | 19 marca 2017 | [ 16 ] |
| The Show (SBS MTV)        | 7 marca 2017  | [ 17 ] |
| Show Champion (MBC Music) | 8 marca 2017  | [ 18 ] |